# Bucium, Alba

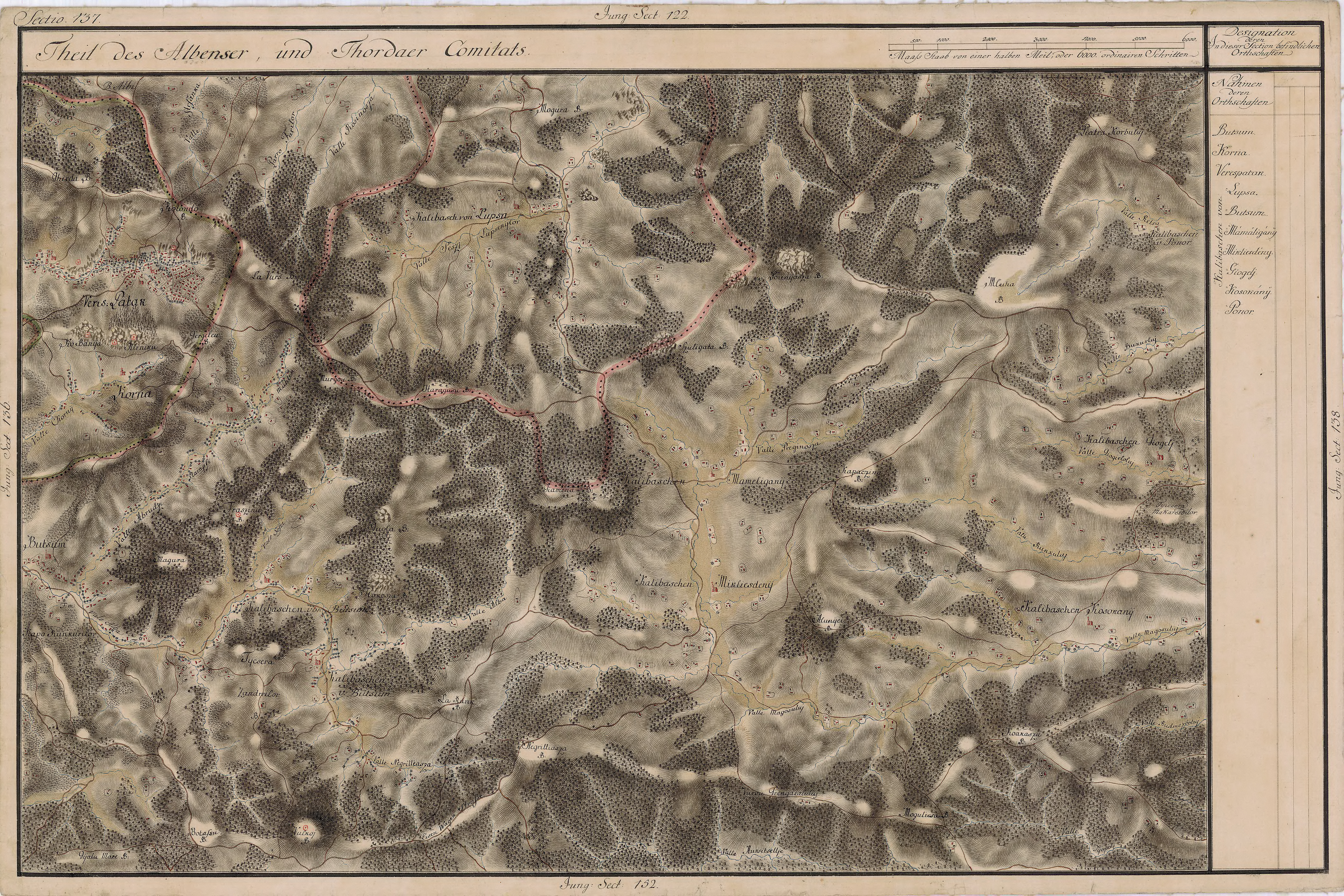
Bucium pe Harta Iosefină a Transilvaniei, 1769-73

Bucium este satul de reședință al comunei cu același nume din județul Alba, Transilvania, România.
Pe Harta Iosefină a Transilvaniei din 1769-1773 (Sectio 137), localitatea apare sub numele de „Bucsum”.

## Obiective turistice
- Rezervația naturală Detunata Goală (24 ha)
- Rezervația naturală Detunata Flocoasă (5 ha)